# Kenny Saief
Kenneth Hasan Saief (en árabe: حسن كينيث "كيني" سيف, en hebreo: קנט חסן "קני" סייף, Panama City, Estados Unidos, 17 de diciembre de 1993) es un futbolista estadounidense de origen israelí-druso. Juega de delantero y su equipo es el Maccabi Haifa F. C. de la Liga Premier de Israel.

## Trayectoria

### Israel
Saief comenzó su carrera profesional con Bnei Sakhnin en 2011, antes de ser transferido al Hapoel Haifa una temporada más tarde. Al año siguiente, pasó al Hapoel Ironi Kiryat Shmona y llegó a las fases finales de la Copa de Israel. No obstante, Saief jugó solo en dos partidos, lo que resultó en una transferencia al Ironi Nir Ramat HaSharon. Allí tuvo más oportunidades de jugar.

### K. A. A. Gante
Saief atrajo la atención de la Primera División de Bélgica, equipo que lo fichó el 8 de agosto de 2014 con un contrato por tres años.

## Selección nacional
Ha sido internacional con la selección de Estados Unidos en 4 ocasiones y con la de Israel en 2 ocasiones. También ha sido internacional con las categorías inferiores de Israel.

## Clubes
| Club                       | País           | Año       |
| -------------------------- | -------------- | --------- |
| Bnei Sakhnin               | Israel         | 2010-2011 |
| Hapoel Haifa               | Israel         | 2011-2012 |
| Hapoel Ironi Kiryat Shmona | Israel         | 2012-2013 |
| Ironi Nir Ramat HaSharon   | Israel         | 2013-2014 |
| K. A. A. Gante             | Bélgica        | 2014-2017 |
| R. S. C. Anderlecht        | Bélgica        | 2017-2022 |
| F. C. Cincinnati (cedido)  | Estados Unidos | 2019      |
| Lechia Gdańsk (cedido)     | Polonia        | 2020-2021 |
| F. C. Ashdod (cedido)      | Israel         | 2021-2022 |
| Neftçi P. F. K.            | Azerbaiyán     | 2022-2023 |
| Maccabi Haifa F. C.        | Israel         | 2024-     |

## Vida privada
Saief nació en Panama City en el estado estadounidense de Florida de padres israelíes y se mudó a Israel cuando tenía cuatro años.

## Palmarés

### Títulos nacionales
| Título                      | Club           | País    | Año     |
| --------------------------- | -------------- | ------- | ------- |
| Primera División de Bélgica | K. A. A. Gante | Bélgica | 2014-15 |
| Supercopa de Bélgica        | K. A. A. Gante | Bélgica | 2015    |